# Антонелли, Баттиста

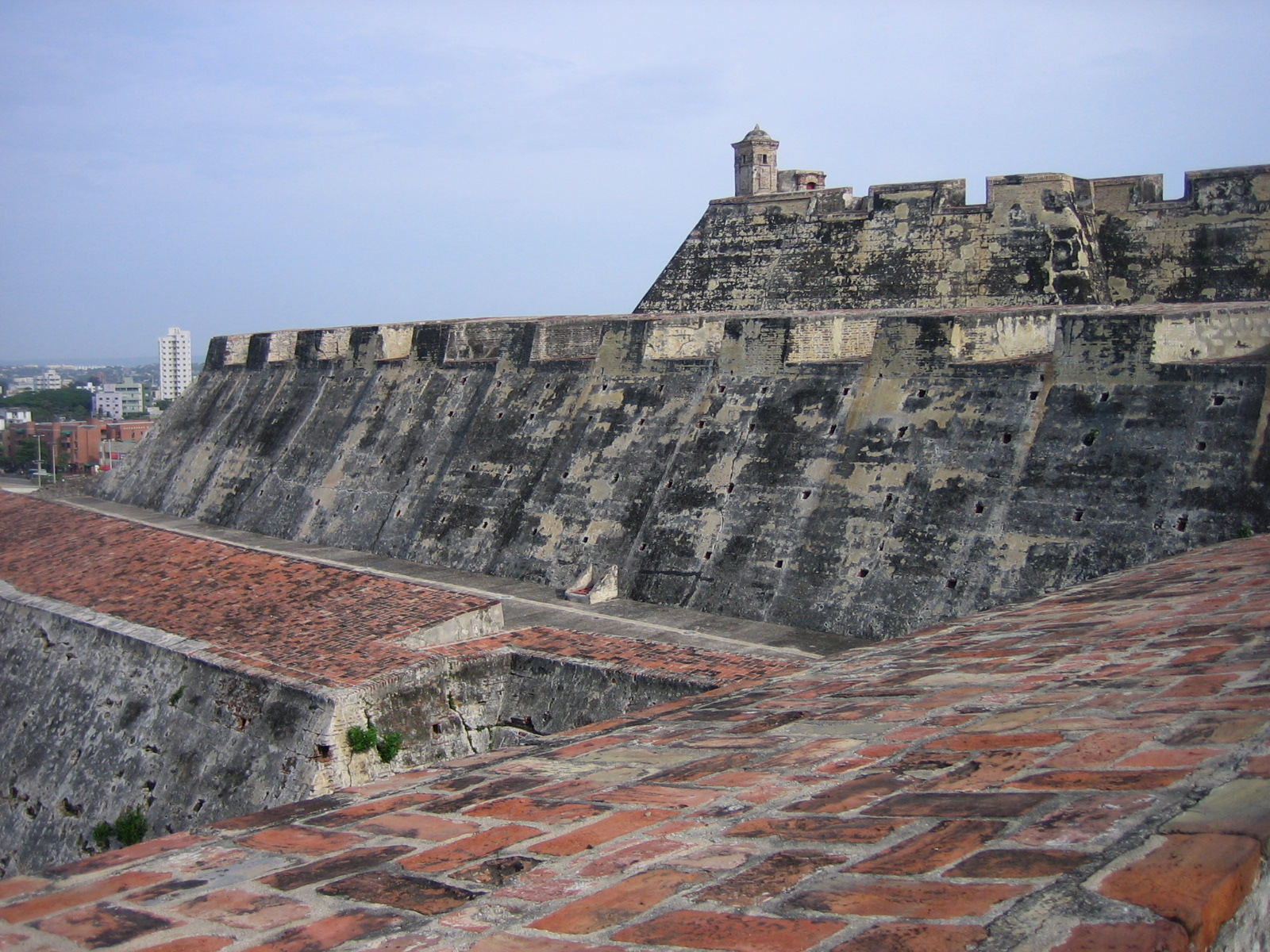
Крепость Сан-Фелипе-де-Барахас, Картахена, Колумбия

Баттиста Антонелли (итал. Battista Antonelli, на испаноязычных землях Баутиста Антонельи; 1547, Гаттео — 1616, Мадрид) — итальянский военный инженер. Один из самых выдающихся деятелей военной архитектуры в Новом Свете.

## Биография

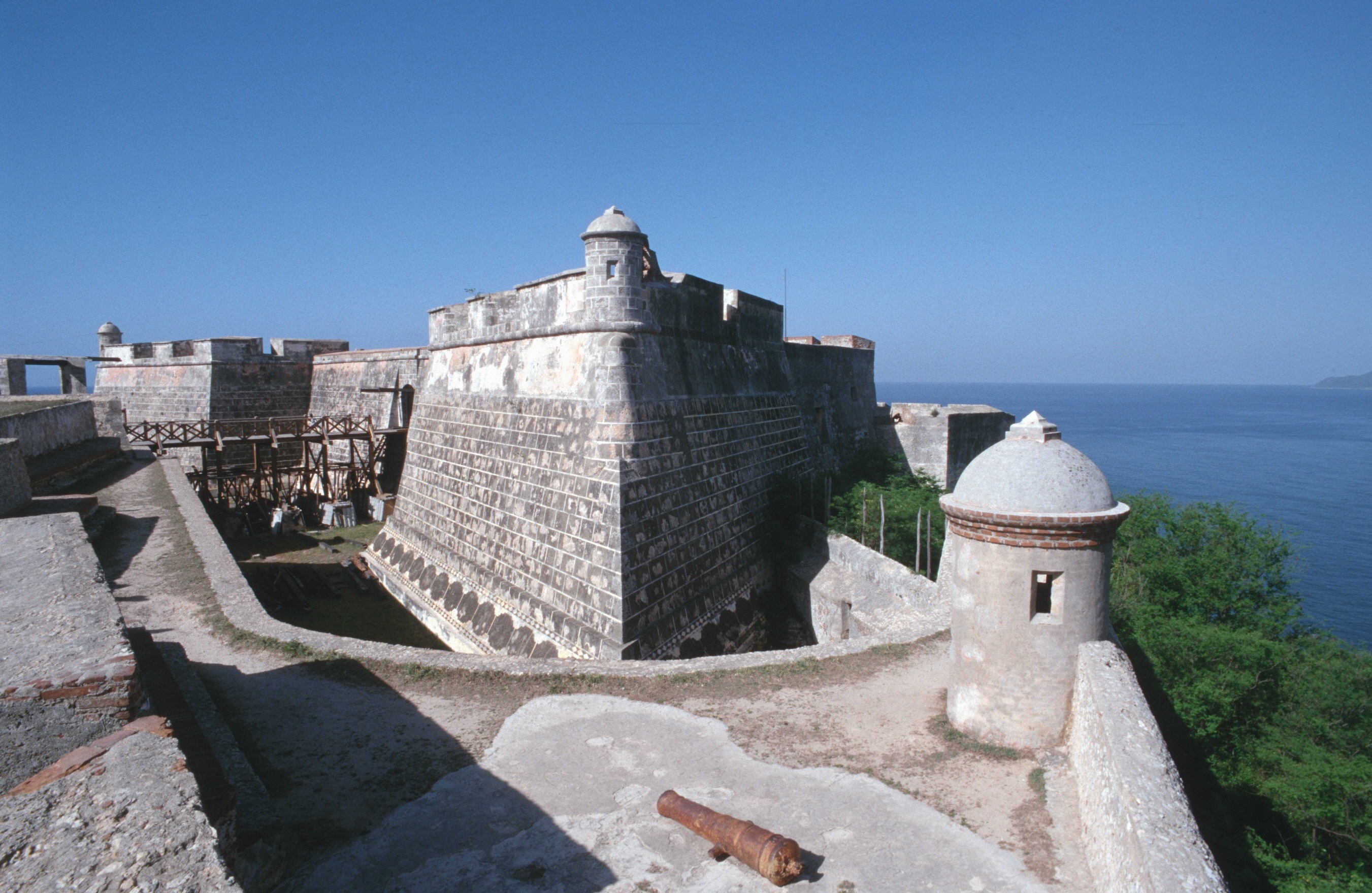
Крепость Дель-Морро (Гавана)

Брат военного инженера Джованни Баттиста Антонелли (1527—1588). В 1570 году поступил на службу королю Испании Филиппу II. Вместе со своим старшим братом работал над проектами фортификационных сооружений в Оране, Алжире и Испании.
В 1581 году король поручил ему построить крепость в Магеллановом проливе, для защиты этого жизненно важного морского района от нападений английских каперов. Проект, под руководством Педро Сармьенто де Гамбоа, по ряду причин не был осуществлён и Антонелли вернулся в Испанию.
В 1586 году ему поручили строительство фортификационных сооружений в городе Картахена в испанских владениях в Колумбии. Используя новейшие военные технологии того времени, Б. Антонелли спроектировал и построил знаменитые ныне оборонительные укрепления города, крепость (форт) Сан-Фелипе-де-Барахас, форт Сан-Себастьян-де-Пастелильо и форт Сан-Фернандо.
Затем Б. Антонелли отправился в Панаму, где занимался укреплением важного порта Портобело, откуда в XVII—XVIII веках отплывал в Испанию груженный сокровищами «серебряный флот». В 1598—1601 гг. руководил постройкой форта Сан-Лоренсо в устье реки Чагрес на Панамском перешейке.
Позже переехал на Кубу. В Гаване он спроектировал фортификационные сооружения, в частности форты Лос-Трес-Рейес-дель-Морро и Сан-Сальвадор-де-ла-Пунта, а также первый на Кубе акведук Zanja Real для подачи воды из р. Альмендарес в Гавану.
Оттуда вернулся в Испанию.
После ещё нескольких поездок на Карибы, Б. Антонелли поселился в Испании, работая над постройкой крепостей в Гибралтаре и в других местах.

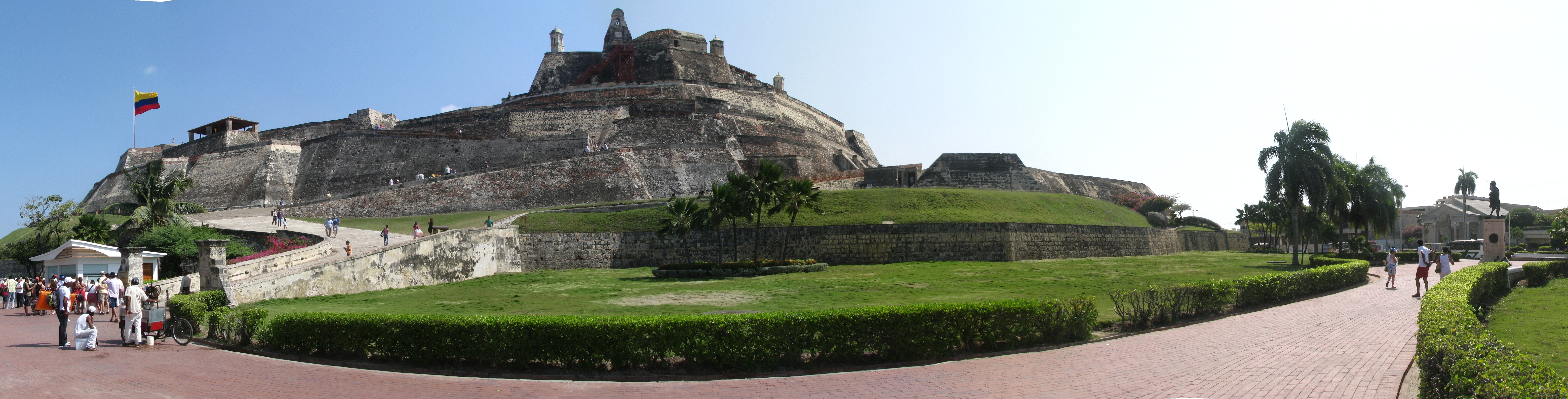
Крепость Сан-Фелипе-де-Барахас в Колумбии

Умер в Испании в 1616 году.